# Шильва
Шильва — река в России, протекает по территории Муезерского городского поселения и Ледмозерского сельского поселения Муезерского района Республики Карелии. Длина реки — 14 км.

## Физико-географическая характеристика
Река берёт начало из ламбины без названия на высоте 170,5 м над уровнем моря.
Течёт преимущественно в северо-северо-западном направлении по заболоченной местности, на своём пути пять раз пересекая дорогу местного значения 86К-176 («Тикша — Реболы»).
Река в общей сложности имеет шесть притоков суммарной длиной 15 км.
Втекает на высоте 151,4 м над уровнем моря в озеро Тикшозеро, из которого берёт начало река Тикшозерка.
Населённые пункты на реке отсутствуют.
Код объекта в государственном водном реестре — 02020000912102000003808.

## Фотография
|  |